# جون كالهون
جون كالدويل كالهون (بالإنجليزية: John Caldwell Calhoun) (ولد 18 مارس 1782 – توفي 31 مارس 1850) هو رجل دولة ومنظر سياسي أمريكي من ولاية كارولينا الجنوبية، والنائب السابع لرئيس الولايات المتحدة في الفترة من 1825 إلى 1832 لفترتين، الأولى بين عامي (1825-1829) وعمل فيها نائباً للرئيس جون كوينسي آدامز، والثانية من عام 1829 حتى استقالته عام 1832 وعمل فيها نائباً للرئيس أندرو جاكسون. ولم يصبح سياسي أمريكي نائباً لرئيسين غيره هو وجورج كلينتون، كما أن لم يستقل من منصب نائب الرئيس غيره هو وسبيرو أغنيو.
عرف عنه أنه دافع بشدة عن الرق، كما ساهم في الدفع بمفهوم حقوق الأقليات في السياسة، وكان هذا في سياق الدفاع عن قيم الجنوب من تهديدات الشمال في تصوره. بدأ مسيرته السياسية كقومي ومحدث ومؤيد لوضع حكومة وطنية قوية وفرض التعريفات الوقائية. انقلبت آراؤه بحلول أواخر عشرينيات القرن التاسع عشر، وأصبح من أبرز المؤيدين لحقوق الولايات، وتحديد دور الحكومة، والإبطال، ومعارضة التعريفات الجمركية المرتفعة، ورأى أن على الشمال القبول بهذه السياسات وهو السبيل الوحيد لإبقاء الجنوب في الاتحاد. وقد أثرت معتقداته بشكل كبير على انفصال الجنوب عن الاتحاد بين عامي 1860-1861.
بدأ كالهون مسيرته السياسية في مجلس النواب. وأيد بقوة قيام حرب 1812 للدفاع عن الشرف الأمريكي ضد انتهاك بريطانيا لاستقلال وحياد الأمريكيين خلال الحروب النابليونية. ثم شغل منصب وزير الحرب في عهد الرئيس جيمس مونرو، وفي هذا المنصب أعاد تنظيم وتحديث إدارة الحرب. ترشح كالهون للرئاسة في انتخابات عام 1824. لكنه لم ينجح بكسب التأييد، فترشح بدلا عن ذلك لمنصب نائب الرئيس. انتخبت الهيئة الانتخابية كالهون نائبا للرئيس بأغلبية ساحقة. حيث شغل المنصب في رئاسة جون كوينسي آدامز ثم في رئاسة أندرو جاكسون الذي هزم أدامز في انتخابات عام 1828.
كان علاقة كالهون مع جاكسون متوترة بسبب أزمة الإبطال وقضية بيتيكوت. وعلى النقيض من أفكاره القومية السابقة، أيد كالهون بقوة حق ولاية كارولينا الجنوبية في إبطال التشريع الاتحادي للتعريفات التي رأى أنها تأتي لصالح الشمال على حساب الجنوب، ما أدخله في صراع مع الاتحاديين مثل جاكسون. استقال كالهون من منصب نائب الرئيس في عام 1832، قبل أشهر قليلة فقط من نهاية ولايته الثانية، وانتخب بعدها لمجلس الشيوخ. وسعى لنيل ترشيح الحزب الديمقراطي للرئاسة في انتخابات عام 1844، لكنه خسر أمام المرشح المفاجئ جيمس بوك الذي تولى الرئاسة. خدم كالهون كوزير للخارجية في رئاسة جون تايلر من عام 1844 إلى 1845. أيد كالهون ضم تكساس كوسيلة لتوسيع سلطة ولايات الرقيق، وساعد في تسوية نزاع أوريغون الحدودي مع بريطانيا. ثم عاد إلى مجلس الشيوخ، حيث عارض الحرب المكسيكية الأمريكية، وشرط ويلموت، وتسوية عام 1850 قبل وفاته في عام 1850. وغالبا ما كان كالهون يعمل مستقلا عن أي حزب وكان ينحاز حسب الحاجة مع الديمقراطيين أو الويغ.
عرف كالهون في زمن لاحق من حياته بلقب «الحديد الزهر» لدفاعه الصارم عن معتقدات الجنوب وعاداته.  , وشددت أفكاره عن الجمهورية على الموافقة على العبودية وحقوق الأقليات، على النحو الذي تجسده الولايات الجنوبية بشكل خاص، إذ كان يملك «عشرات العبيد في فورت هيل في كارولينا الجنوبية».  كما أكد كالهون على أن العبودية ليست «شرا لا بد منه»، بل أنها «خير إيجابي»، وأنها تعود بالفائدة على كل من العبيد وأصحاب العبيد. كما دعا إلى مبدأ الأغلبية المتزامنة لحماية حقوق الأقليات ضد حكم الأغلبية، حيث يمكن للأقلية في بعض الأحيان أن تمنع المقترحات التي ترى أنها تنتهك حريتها. وتحقيقا لهذه الغاية، أيد كالهون حقوق الولايات والإبطال الدستوري، حيث يمكن للولايات أن تطالب بإبطال أي قوانين فدرالية تعتبرها غير دستورية. كان كالهون أحد «الثلاثي العظيم» أو «الثلاثي الخالد» بين قادة الكونغرس، إلى جانب مع زملائه الكونغرس دانيال وبستر وهنري كلاي. في عام 1957، قامت لجنة مجلس الشيوخ برئاسة السناتور جون كينيدي باختيار كالهون كأحد أعظم أعضاء مجلس الشيوخ الأمريكي على الإطلاق.

## مجلس النواب

### الحرب في عام 1812
فاز كالهون في انتخابات عضوية مجلس النواب الأمريكي في عام 1810، بسبب امتلاكه لقاعدة شعبية بين الأيرلنديين والأيرلنديين الأسكتلنديين. وأصبح على الفور قائدًا لصقور الحرب، إلى جانب رئيس مجلس الشيوخ هنري كلاي من كنتاكي ونواب كارولينا الجنوبية وليام لونديس ولانجدون تشيفيس. تجاهلوا معًا الاعتراضات الشديدة لكل من سكان نيو إنجلاند والجيفرسونيين المحافظين المناهضين للحرب تحت قيادة جون راندولف من روانوك، وطالبوا بالحرب ضد بريطانيا للحفاظ على الشرف الأمريكي والقيم الجمهورية المنتهكة بسبب رفض البريطانيين الاعتراف بحقوق الشحن الأمريكية. لعب كالهون دورًا رئيسيًا في صياغة مسودة وثيقتين أساسيتين في سبيل الضغط من أجل الحرب، وهما تقرير العلاقات الخارجية وتقرير حرب عام 1812، وذلك باعتباره عضوًا ورئيسًا بالنيابة لاحقًا للجنة الشؤون الخارجية. دعت لجنة كالهون إلى إعلان الحرب في عبارات رنانة، مستنكرةً «شهوة بريطانيا للسلطة»، و«طغيانها غير المحدود»، و«طموحها المجنون» معتمدةً في ذلك على التقليد اللغوي في إعلان الاستقلال الأمريكي. يقول المؤرخ جيمس روك، «كانت هذه كلمات قتال في حرب كانت إلى حد كبير حول الإهانة والشرف». أعلنت الولايات المتحدة الحرب على المملكة المتحدة في 18 يونيو، بادئةً حرب عام 1812. تضمنت المرحلة الافتتاحية كوارث متعددة للقوات الأمريكية، وكذلك أزمةً ماليةً عندما كانت وزارة المالية بالكاد تدفع الفواتير. تسبب الصراع في صعوبات اقتصادية للأمريكيين، إذ حاصرت البحرية الملكية الموانئ وقطعت الواردات والصادرات والتجارة الساحلية. فشلت محاولات غزو كندا عدة مرات بشكل ذريع، ولكن سيطرت الولايات المتحدة الأمريكية في عام 1813 على بحيرة إيري وكسرت قوة الهنود العدائيين في معارك مثل معركة نهر التايمز في كندا في عام 1813 ومعركة هورسشو بيند في ألاباما في عام 1814. تعاون الهنود، في كثير من الحالات، مع البريطانيين أو الإسبان من أجل معارضة المصالح الأمريكية.
عمل كالهون على جمع القوات وتوفير الأموال والخدمات اللوجستية السريعة وإنقاذ العملة وتنظيم التجارة للمساعدة في المجهود الحربي. وصفه أحد زملائه بأنه «هرقل شاب حمل الحرب على كتفيه». دفعته الكوارث في ساحة المعركة إلى مضاعفة جهوده التشريعية للتغلب على إعاقة جون راندولف ودانيال وبستر وغيرهم من المعارضين للحرب. وقع الدبلوماسيون البريطانيون والأمريكيون معاهدة غنت في ديسمبر من عام 1814، بالتزامن مع هزيمة جيوش نابليون بونابرت، وإحباط الغزوات البريطانية في نيويورك (معركة بلاتسبورغ) وبالتيمور (معركة بالتيمور). دعا كالهون إلى العودة إلى حدود عام 1812 دون أي مكاسب أو خسائر؛ ولكن هُزمت قوة غازية بريطانية هائلة في يناير 1815 في معركة نيو أورليانز قبل وصول المعاهدة إلى مجلس الشيوخ للتصديق عليها، وحتى قبل وصول توقيعها إلى نيو أورليانز، ما جعل الجنرال أندرو جاكسون بطلاً قومياً. احتفل الأمريكيون بما أسموه «حرب الاستقلال الثانية» ضد بريطانيا. أدى ذلك إلى بداية «حقبة المشاعر الحسنة»، وهي حقبة تميزت بالزوال الرسمي للحزب الفيدرالي وزيادة القومية.

## وصلات خارجية
- جون كالهون على موقع الموسوعة البريطانية (الإنجليزية)
- جون كالهون على موقع ميوزك برينز (الإنجليزية)
- جون كالهون على موقع إن إن دي بي (الإنجليزية)